# グレン・ストレンベリ
グレン・ストレンベリ（Glenn Peter Strömberg、1960年1月5日 -）は、スウェーデンの元サッカー選手。選手時代のポジションはMF。
ストロンベリと表記されることもあるが、スウェーデン語ではöは「ア」に近い「エ」と発音するためストロンベリと表記するのは間違いである。

## 獲得タイトル

### クラブ
IFKヨーテボリ
- アルスヴェンスカン：1回 (1982)
- UEFAカップ：1回 (1981-82)

SLベンフィカ
- スーペル・リーガ：2回 (1982-83, 1983-84)
- スーペルタッサ・カンディド・デ・オリベイラ：1回 (1982-83)

### 個人タイトル
- スウェーデン年間最優秀選手賞：1回 (1985)